# Ascendead Master
«Ascendead Master» es el cuarto Sencillo de la banda japonesa Versailles, y el primero que lanzan como banda major tras firmar con Warner Music Japan. Fue lanzado el 24 de junio de 2009 en cuatro versiones, una regular y tres limitadas.
Junto a la grabación del sencillo, rodaron una película de quince minutos que fue dividida en tres partes incluidas en los DVD de las ediciones limitadas junto con el video promocional de la canción y una pista instrumental usada en la película.
Este es el último sencillo que realizan junto al bajista Jasmine you, quien por problemas de salud, detiene sus actividades en la banda, hasta el 9 de agosto, cuando fallece. Tiempo después y tras mucha incertidumbre sobre la continuidad de la banda, los miembros de Versailles pidieron disculpas por preocupar a sus fanes y dan el aviso de que habían tomado la decisión definitiva de siguir adelante con la agrupación, para así, hacer realidad los sueños de Jasmine.[cita requerida]
Alcanzó el número # 8 en el ranking del Oricon Style Singles Weekly Chart.

## Lista de canciones
| Edición Regular (CD) |                                       |        |        |          |  |
| N.º                  | Título                                | Letras | Música | Duración |  |
| 1.                   | «Ascendead Master»                    | Kamijo | Hizaki | 5:52     |  |
| 2.                   | «Gekkakou»                            | Hizaki | Hizaki | 4:43     |  |
| 3.                   | «Descendant Of The Rose» (Soundtrack) |        | Kamijo | 1:48     |  |
| 12:23                |                                       |        |        |          |  |

| Edición Limitada I (CD) |                        |        |        |          |  |
| N.º                     | Título                 | Letras | Música | Duración |  |
| 1.                      | «Ascendead Master»     | Kamijo | Hizaki | 5:52     |  |
| 2.                      | «Hallway» (Soundtrack) |        | Kamijo | 1:55     |  |
| 7:47                    |                        |        |        |          |  |

| Edición Limitada I (DVD) |                              |        |        |          |  |
| N.º                      | Título                       | Letras | Música | Duración |  |
| 1.                       | «Ascendead Master [Story I]» |        |        |          |  |
| 7:47                     |                              |        |        |          |  |

| Edición Limitada II (CD) |                        |        |        |          |  |
| N.º                      | Título                 | Letras | Música | Duración |  |
| 1.                       | «Ascendead Master»     | Kamijo | Hizaki | 5:52     |  |
| 2.                       | «Pilgrim» (Soundtrack) |        | Kamijo | 1:45     |  |
| 7:37                     |                        |        |        |          |  |

| Edición Limitada II (DVD) |                               |        |        |          |  |
| N.º                       | Título                        | Letras | Música | Duración |  |
| 1.                        | «Ascendead Master [Story II]» |        |        |          |  |
| 7:47                      |                               |        |        |          |  |

| Edición Limitada III (CD) |                         |        |        |          |  |
| N.º                       | Título                  | Letras | Música | Duración |  |
| 1.                        | «Ascendead Master»      | Kamijo | Hizaki | 5:52     |  |
| 2.                        | «Covenant» (Soundtrack) |        | Kamijo | 1:30     |  |
| 7:22                      |                         |        |        |          |  |

| Edición Limitada III (DVD) |                                |        |        |          |  |
| N.º                        | Título                         | Letras | Música | Duración |  |
| 1.                         | «Ascendead Master [Story III]» |        |        |          |  |